# 11 km (Białoruś)
11 km (biał. 11 км; ros. 11 км) – przystanek kolejowy w miejscowości Maszkowa, w rejonie orszańskim, w obwodzie witebskim, na Białorusi. Położony jest na linii Orsza - Lepel.